# Fernando Arcega
Fernando Arcega Aperte, né le 3 avril 1960 à Saragosse, en Espagne, est un ancien joueur espagnol de basket-ball, évoluant au poste d'ailier fort. Il est le frère du basketteur José Ángel Arcega.

## Biographie
Avec l'Espagne, il remporte la médaille d'argent aux Jeux olympiques de 1984.
Son neveu JJ Arcega-Whiteside joue en NFL.

### Palmarès
- Finaliste des Jeux olympiques 1984
- Finaliste du championnat d'Europe 1983
- 3e du championnat d'Europe 1991
- Vainqueur de la coupe du Roi 1984, 1990